# Angus Wright
Angus Wright, né le 11 novembre 1964 à Washington aux États-Unis, est un acteur britannique.

## Filmographie

### Cinéma
- 1994 : Frankenstein : un garde
- 1995 : Lancelot, le premier chevalier : un maraudeur
- 1995 : L'Île aux pirates : Capitaine Trotter
- 1998 : Jilting Joe : Mick
- 2001 : Premier Amour : Boris
- 2001 : L'Affaire du collier : Sanson
- 2001 : Charlotte Gray : un agent
- 2002 : Hypnotic : l'homme en bicyclette
- 2002 : Nicholas Nickleby : M. Pluck
- 2003 : Légions, les guerriers de Rome : Severus
- 2003 : Labyrinth : Commandant Levien
- 2005 : Kingdom of Heaven : un chevalier de Richard
- 2008 : Braquage à l'anglaise : Eric Addey
- 2011 : La Dame de fer : John Nott
- 2012 : Private Peaceful (en) : Capitaine Barnes
- 2013 : Closed Circuit : Andrew Altman
- 2014 : The Ryan Initiative : l’homme grand
- 2014 : Maléfique : le conseiller du roi Henry
- 2014 : Les Jardins du roi : Sualem
- 2018 : Female Human Animal
- 2018 : The Little Stranger : le coronaire Ridell
- 2019 : Official Secrets : Mark Ellison
- 2020 : Un espion ordinaire : Dickie Franks
- 2020 : Sacrées Sorcières : Walter
- 2022 : Coup de théâtre (See How They Run) de Tom George : Bakewell

### Télévision
- 1994 : The Whipping Boy : un officier de la cavalerie
- 1995 : The Bill : l'inspecteur en chef Wallace (1 épisode)
- 1998 : Inspecteurs associés : Greg Waterson (1 épisode)
- 1999 : RKO 281 : La Bataille de Citizen Kane : Joseph Cotten
- 2000 : Start-up : Ed Viner (1 épisode)
- 2001 : The Whistleblower : Damien Sutton
- 2001 : The Way We Live Now : Miles Grendall (4 épisodes)
- 2003 : Cambridge Spies : Guy Liddell (2 épisodes)
- 2003 : Winter Solstice : Peter Kennedy
- 2004 : La Fureur dans le sang : M. Willerton (1 épisode)
- 2007 : Hotel Babylon : Francis Levington (1 épisode)
- 2008 : Meurtres en sommeil : Stephen Carson (2 épisodes)
- 2010 : The Sarah Jane Adventures : Mister Dread (2 épisodes)
- 2012 : Being Human : La Confrérie de l'étrange : Dr North (1 épisode)
- 2015 : Father Brown : Colonel Laurence St Clare (1 épisode)
- 2015 : Jekyll and Hyde : Gabriel Utterson (2 épisodes)
- 2015 : Peep Show : Angus Maynard (3 épisodes)
- 2016 : Flowers : George (6 épisodes)
- 2016 : Inspecteur Barnaby : Roderick Craven (1 épisode)
- 2018 : Plebs : Evander (1 épisode)
- 2019 : Succession : Philippe Layton (1 épisode)
- 2019 : The Crown : Martin Furnival Jones (1 épisode)
- 2020 : Cobra : Général Rodney Pickering (3 épisodes)
- 2020 : Les Enquêtes de Morse : Professeur Blish (1 épisode)
- 2020 : Cursed : La Rebelle : Sir Steuben (2 épisodes)
- 2020 : À la croisée des mondes : Dr Haley (1 épisode)